# Aerogel

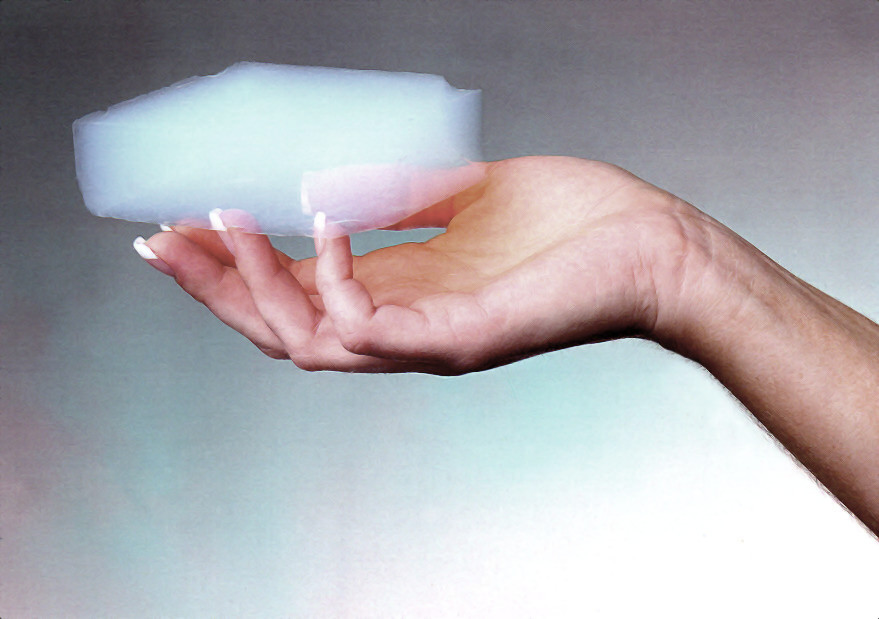
Aerogel v ruce

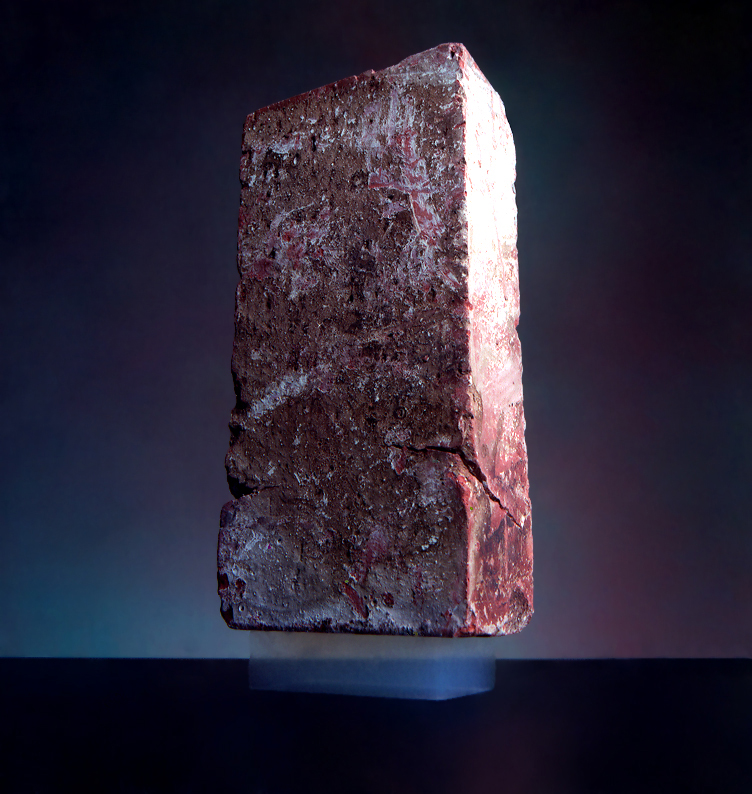
2,5kg cihla umístěná na 2g aerogelu

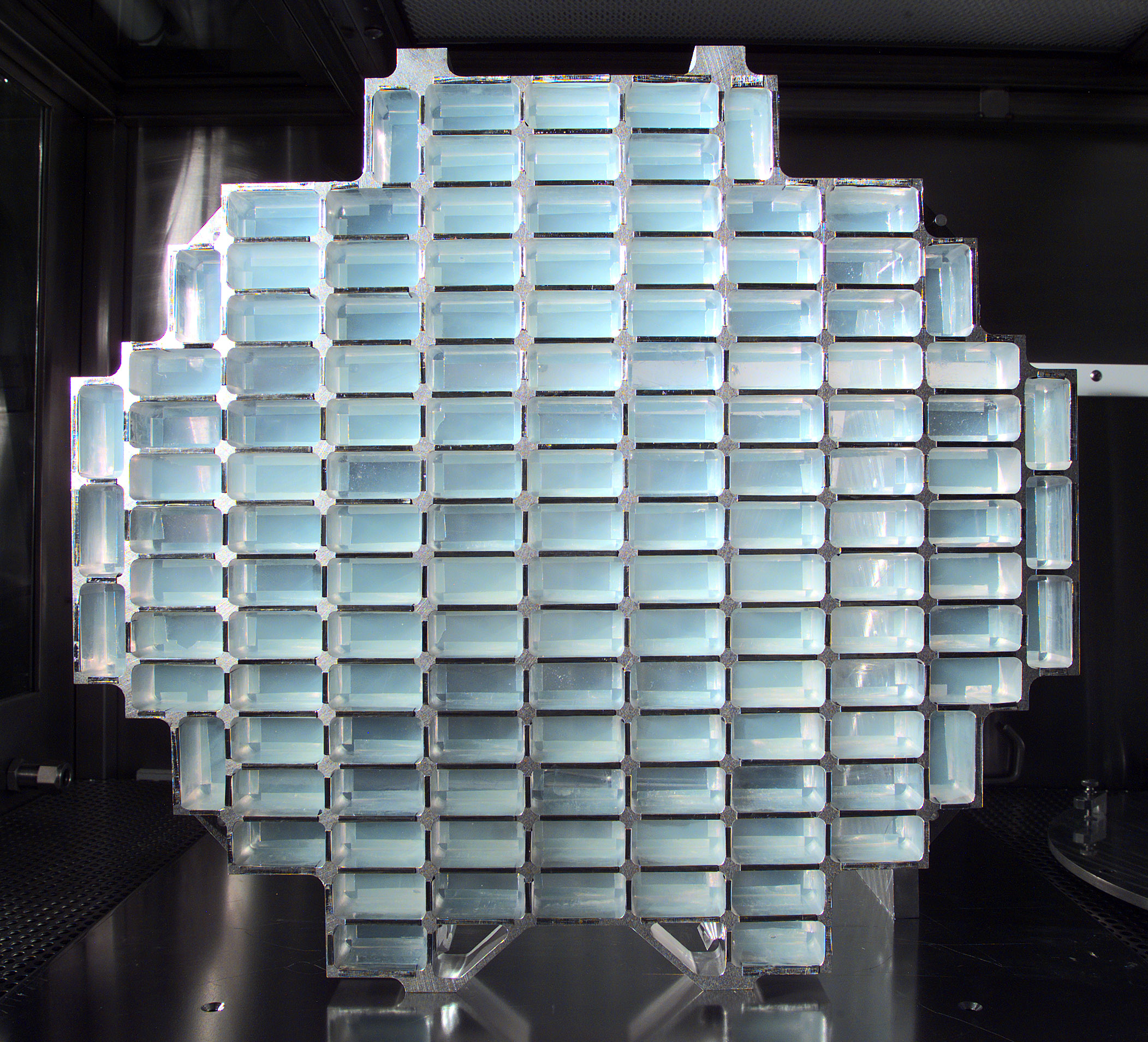
Aerogelové lapače prachu na sondě Stardust

Aerogel (často nazývaný zmrzlý dým nebo modrý dým) je porézní ultralehký materiál vyráběný odstraněním kapalné části z gelu. Nejčastějším typem je aerogel vyráběný z oxidu křemičitého (tzv. silica aerogel). Obsahuje 99,98 % vzduchu, zbytek připadá na oxid křemičitý. Vyrobit ho lze i ze sloučenin uhlíku, hliníku, chromu, zinku a cínu. Vědci zkoumají i další prvky vhodné pro jeho výrobu. 

## Historie
Poprvé byl vytvořen Samuelem Stephensem Kistlerem v roce 1931 procesem superkritického sušení. Principem této metody je nahrazení kapaliny kapalinou jinou, ovšem s nižší kritickou teplotou a tlakem. Podmínkou je, že měněné kapaliny jsou neomezeně mísitelné (např. voda (Tk=374 °C pk=217,7 atm) může být nahrazena alkoholem (Tk=241 °C pk=62,2 atm) a ten éterem (Tk=127 °C pk=53 atm)). Poté se gel za vysokého tlaku ohřeje nad kritickou teplotu a veškerá kapalina se okamžitě přemění na plyn. Jedině tak nedojde ke zdeformování gelu vlivem kapilárních jevů, které by provázely vypařování.

## Vlastnosti
Vnitřní struktura aerogelu se skládá z křemičitých dutých koulí o velikosti řádově několika nanometrů. Díky jejich uspořádání a tvaru má materiál obrovský vnitřní povrch (1 g až 1 000 m²), tudíž je ideální pro absorpci. Hustota aerogelu je pouze 3 mg/cm3 (3 kg/m3). V Lawrence Livermore National Laboratory se vědcům podařilo dosáhnout hustoty dokonce jen 1,9 mg/cm3. Aerogel tak nějakou dobu byl pevná látka s nejnižší známou hustotou, poté jej nahradily jiné materiály. Snese až 2 000krát větší zatížení než je jeho vlastní hmotnost. Jeho porozita přesahuje 95 % a má velmi širokou distribuci pórů od 10−10 do 10−6 m. Má rovněž extrémně nízkou tepelnou vodivost (0,015–0,020 W·m−1.K−1; pro srovnání, vzduch má tepelnou vodivost 0,026 W·m−1.K−1, minerální vata a polystyren 0,035 W·m−1.K−1) . Jeho teplota tání je cca 1 200 °C. Dobře tlumí vibrace a zvuk. Díky těmto vlastnostem má patnáct záznamů v Guinnessově knize rekordů. Problémem může být (pro optické aplikace) jeho namodralá barva.

## Využití
Jako zatím nejslibnější využití aerogelu se jeví tepelná izolace. Materiál má 40krát lepší izolační vlastnosti než sklo a přitom váží jen tisícinu jeho hmotnosti. Marsovské vozítko Sojourner mohlo díky izolaci z aerogelu tři měsíce pracovat při extrémních teplotách. Ačkoliv v noci klesaly teploty k −67 °C, uvnitř vozítka teplota neklesla pod 21 °C. Vozítko přitom nemělo žádný vnitřní tepelný zdroj. Jelikož má aerogel otevřené póry, plyny a kapaliny jím mohou procházet s minimálními omezeními. Proto jej lze využívat pro katalytické reakce, výrobu mikrofiltračních membrán, adsorbentů apod. Díky tomu byl také použit jako lapač prachových částic na sondě Stardust.
Komerčně byl aerogel použit v granulované formě pro zlepšení izolačních vlastností střešních oken. První zkušební použití aerogelu jako izolátoru je v Georgia Institute of Technology's Solar Decathlon House, kde je použit jako polotransparentní střecha. Transparentní silikonový aerogel by byl velmi vhodný jako tepelná izolace pro okna, významně omezující tepelné ztráty budov. Jeden z výzkumných týmů prokázal, že produkce aerogelu v beztížném stavu může tvořit částečky více stejnorodé a redukovat tak rozptyl světelného paprsku, což činí aerogel více transparentním.
Díky velkému vnitřnímu povrchu jeho struktury lze aerogel použít jako pohlcovač chemických látek, katalyzátor či nosič katalyzátoru.
Aerogel v prachové podobě je používán jako zahušťovadlo v barvách a kosmetických přípravcích.
Vlastnosti Aerogelu mohou být modifikovány pro konkrétní použití přidáním legovacích látek posilujících a měnících strukturu. Díky tomu je velmi žádaný a neustále rozšiřuje pole svého využití.
Komerční výroba aerogelových „izolačních rohoží“ začala kolem roku 2000. Izolační rohože jsou složeny z aerogelu a vláknité výztuhy, která mění křehký aerogel na odolný, flexibilní materiál. Mechanické a tepelné vlastnosti produktu mohou být upravovány použitím rozmanitých vláken, forem aerogelu a kalících přísad použitých v kompozitu.
Vojenské námořnictvo USA zkoumá použití aerogelového spodního prádla jako pasivní tepelné ochrany pro potápěče.
Aerogel se v jaderné fyzice používá jako „zářič“ v detektorech Čerenkovova efektu. ACC systém Belle detektor (Belle Experiment v KEKB) je nejnovější příklad takového využití.
Využitelnost aerogelu spočívá také v jeho nízkém indexu lomu a průhlednosti v pevném stavu, kdy je vhodnějším materiálem než kryogenní kapaliny nebo stlačené plyny.
Jeho nízké hmotnosti se využívá i ve vesmírných programech.
Impregnací roztokem iontů vhodných sloučenin nebo tranzitních kovů je možné připravit kovovo-aerogelový nanokompozit. Impregnovaný aerogel je ozářen gama paprsky, což vede ke srážení nanočástic kovu. Takový kompozit může být využit jako katalyzátor, čidlo, elektromagnetické stínění nebo při likvidaci odpadu.
Aerogel může díky své biokompatibilitě sloužit jako nosič léku. Léky jsou adsorbovány velkým vnitřním povrchem a pórovitou strukturou. Rychlost jejich uvolňování může být přizpůsobena úpravou vlastností aerogelu – nosiče.
Uhlíkový aerogel je využíván v konstrukci malých elektrochemických dvouvrstvých superkondenzátorů. Aerogelový superkondenzátor může mít velmi nízkou impedanci ve srovnání s normálním a může absorbovat či produkovat velmi vysoké špičkové proudy.
Dunlop nedávno začlenil aerogel do konstrukce nových sérií svých tenisových a squash raket.
Chalcogel se ukázal být slibným v pohlcování těžkých kovů, rtuti, olova a kadmia z vody.